# Municipio de Lincoln (condado de Huntingdon)
El municipio de Lincoln (en inglés: Lincoln Township) es un municipio ubicado en el condado de Huntingdon en el estado estadounidense de Pensilvania. En el año 2000 tenía una población de 319 habitantes y una densidad poblacional de 6.5 personas por km².

## Geografía
El municipio de Lincoln se encuentra ubicado en las coordenadas 40°20′00″N 78°10′29″O / 40.33333, -78.17472.

## Demografía
Según la Oficina del Censo en 2000 los ingresos medios por hogar en la localidad eran de $28,625 y los ingresos medios por familia eran de $37,500. Los hombres tenían unos ingresos medios de $27,500 frente a los $22,750 para las mujeres. La renta per cápita de la localidad era de $15,457. Alrededor del 9,4% de la población estaba por debajo del umbral de pobreza.